# Ołownik (stacja kolejowa)
Ołownik – zlikwidowana stacja kolejowa w Ołowniku, w gminie Budry, w powiecie węgorzewskim w województwie warmińsko-mazurskim, w Polsce. Położona przy linii kolejowej z Gąbina do Węgorzewa otwartej w 1914 roku W 1945 roku linia została zamknięta i rozebrana.